# トラシュロス
トラシュロス（希: Θράσυλλος, 羅: Thrasyllus、紀元後36年没）とは、紀元前後のエジプトのメンデスあるいはアレクサンドリア出身のギリシア系の文法学者・著述家。他の同名人物と区別するために、メンデスのトラシュロス、アレクサンドリアのトラシュロスなどとも表現される。
ローマ帝国第2代皇帝ティベリウスの廷臣となり、ローマで活動を行った。

## プラトン全集
最も知られている業績は、当時流通していたプラトン名義の著作を整理し、真作と思える作品群を抜き出して、（ギリシア悲劇の四部作形式にならい）9編の4部作（テトラロギア）集36篇にまとめたことである。その詳細については、ディオゲネス・ラエルティオスが『ギリシア哲学者列伝』第3巻57-62で詳述している。
今日流通している「プラトン全集」のほとんどは、このトラシュロスがまとめた形式を踏襲している。